# سپاه شهدا آذربایجان غربی

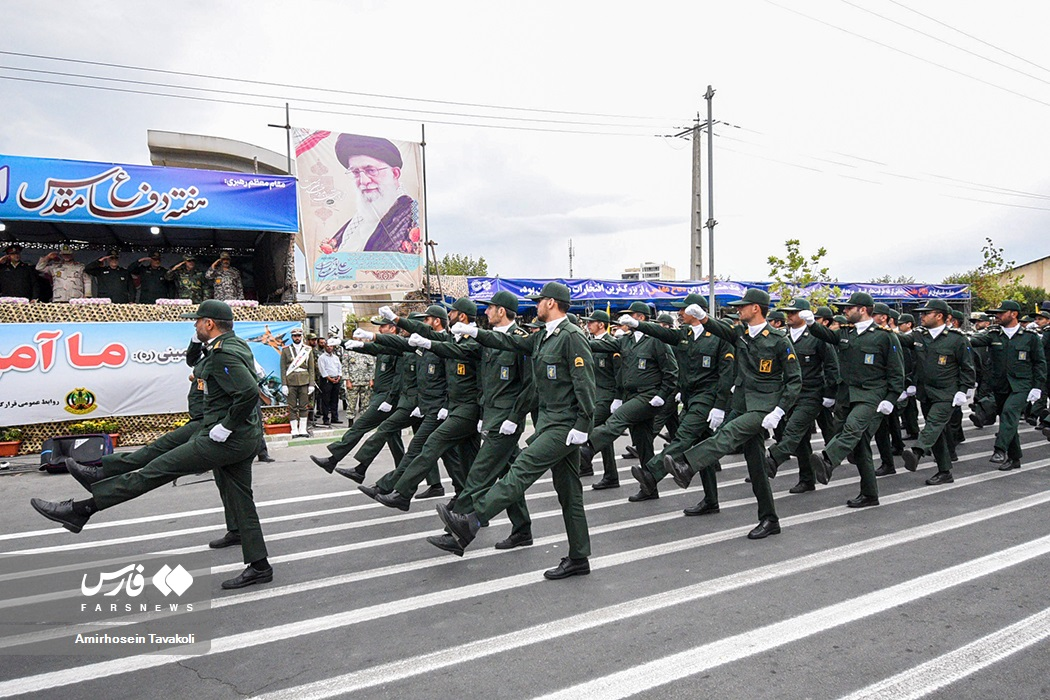
رژه نیروهای سپاه شهدا آذربایجان غربی به‌مناسبت سالگرد جنگ ایران و عراق در سال ۱۴۰۱، ارومیه

سپاه شهدا آذربایجان غربی یگان نظامی-امنیتی و از سپاه‌های استانی زیرمجموعه سپاه پاسداران انقلاب اسلامی است، که ستاد فرماندهی آن در شهر ارومیه مستقر می‌باشد و وظیفه فرماندهی و کنترل کلیه یگان‌های سپاه و بسیج مستقر در استان آذربایجان غربی را برعهده دارد. مهم‌ترین یگان‌های زیرمجموعه این سپاه، لشکر ۳ نیروی مخصوص حمزه از نیروی زمینی سپاه و ۱۹ سپاه ناحیه‌ای (نواحی بسیج شهرستان‌ها) همچون سپاه ارومیه، سپاه پیرانشهر، سپاه سلماس، سپاه سردشت، سپاه بوکان، سپاه مهاباد و سپاه خوی می‌باشند. در حال حاضر سرتیپ‌دوم پاسدار محمد حسین رجبی فرماندهی سپاه شهدا آذربایجان غربی را برعهده دارد.